# The Last Experience
The Last Experience uživo je box set američkog glazbenika Jimija Hendrixa, postumno objavljen 2. listopada 2002. godine od izdavačke kuće Charly Records.

## O albumu
Box set sadrži Hendrixovu izvedbu s njegovim sastavom The Jimi Hendrix Experience u Royal Albert Hallu u Londonu, održanu 24. veljače 1969. godine. Koncert je također zabilježen i na video materijalu. Ovaj događaj objavljen je na mnogim izdanjima ali ovo je prvi materijal koji donosi čitavi nastup objavljen redoslijedom kako je izvođen na koncertu.

## Popis pjesama
Sve pjesme napisao je Jimi Hendrix, osim gdje je drugačije naznačeno.
| 1. | »Introduction & Tune-up«                                            |                                      | 1:04  |
| 2. | »Lover Man«                                                         |                                      | 4:10  |
| 3. | »Stone Free«                                                        |                                      | 12:03 |
| 4. | »Getting My Heart Back Together Again (Aka Hear My Train A-Comin')« |                                      | 10:34 |
| 5. | »I Don't Live Today«                                                |                                      | 5:40  |
| 6. | »Red House«                                                         |                                      | 11:26 |
| 7. | »Foxy Lady«                                                         |                                      | 6:06  |
| 8. | »Sunshine Of Your Love"«                                            | Jack Bruce, Pete Brown, Eric Clapton | 6:49  |
| 9. | »Bleeding Heart"«                                                   | Elmore James                         | 8:15  |

| 1. | »Fire«                                            |  | 3:54 |
| 2. | »Little Wing«                                     |  | 3:14 |
| 3. | »Voodoo Chile (Slight Return)«                    |  | 9:09 |
| 4. | »Room Full Of Mirrors«                            |  | 8:16 |
| 5. | »Announcement & Tune-up«                          |  | 2:45 |
| 6. | »Purple Haze«                                     |  | 3:01 |
| 7. | »Wild Thing" (Chip Taylor)«                       |  | 3:35 |
| 8. | »The Star-Spangled Banner & Smashing Of The Amps« |  | 2:36 |

| 9.  | »Bleeding Heart"«      | E. James | 5:19 |
| 10. | »Room Full Of Mirrors« |          | 2:54 |

| 11. | »Hey Joe"«                                                          | Billy Roberts              | 4:15 |
| 12. | »Hound Dog #1"« (instrumental)                                      | Jerry Leiber, Mike Stoller | 2:14 |
| 13. | »Hound Dog #2"«                                                     | Leiber, Stoller            | 5:49 |
| 14. | »Hound Dog #3"« (instrumental)                                      | Leiber, Stoller            | 3:47 |
| 15. | »Voodoo Chile (Slight Return)«                                      |                            | 1:03 |
| 16. | »Getting My Heart Back Together Again (Aka Hear My Train A-Comin')« |                            | 5:25 |

| 1. | »Tax Free« (instrumental)                                           | Bo Hansson                     | 7:55  |
| 2. | »Fire«                                                              |                                | 3:38  |
| 3. | »Getting My Heart Back Together Again (Aka Hear My Train A-Comin')« |                                | 11:14 |
| 4. | »Foxy Lady«                                                         |                                | 4:37  |
| 5. | »Red House«                                                         |                                | 11:27 |
| 6. | »Sunshine Of Your Love«                                             | J. Bruce, P. Brown, E. Clapton | 6:11  |
| 7. | »Spanish Castle Magic«                                              |                                | 11:53 |
| 8. | »The Star-Spangled Banner / Purple Haze«                            |                                | 6:36  |
| 9. | »Voodoo Chile (Slight Return)«                                      |                                | 8:38  |

## Izvođači
- Jimi Hendrix – električna gitara, vokal
- Mitch Mitchell – bubnjevi
- Noel Redding – bas-gitara

## Vanjske poveznice
- Allmusic  Arhivirana inačica izvorne stranice od 21. ožujka 2021. (Wayback Machine) - recenzija albuma